# Ceawlin
Ceawlin —també anomenat Ceaulin o Caelin— (?-593) fou Rei de Wessex, en el que ara és el sud-oest d'Anglaterra. Fill de Cynric, i net de Cerdic, que és considerat el primer rei de Wessex. Fou rei dels saxons occidentals o de Wessex en el període 560-592. És reconegut com un dels vuit bretwaldas, que és el nom que els anglosaxons donaven als monarques que havien aconseguit una supremacia temporal sobre els altres regnes. Fou expulsat, però, el 592, i morí assassinat l'any següent. El succeí el seu nebot Ceol.

## Informació contradictòria
Contrastant les fonts d'informació antigues sobre Ceawlin es veu que són contradictòries i confuses. Per exemple, a la Crònica anglosaxona es diu que el seu regnat va durar trenta-dos anys, del 560 al 592, però en la llista de genealogies dels reis de Wessex difereixen de set a disset anys. Un estudi acurat sobre aquesta llista ha datat l'arribada dels saxons occidentals a l'illa de la Gran Bretanya en l'any 538, i dona una durada de set anys per al seu regnat, del 581 al 588. Tots els textos coincideixen en dir que Ceawlin era fill de Cynric i pare de Cuthwine, llevat de la Crònica anglosaxona on, a la secció sobre l'any 685 (versió A) es diu que Ceawlin va tenir un fill anomenat Cutha, però en la secció de l'any 855 en el mateix manuscrit es diu que Cutha era fill de Cuthwine. En el manuscrit E i F es diu que Cutha era germà de Ceawlin (secció de l'any 571 i 568).
Si Ceawlin era descendent de Cerdic o no és una qüestió poc clara. Dona la impressió que hi havia diferents subgrups dins del llinatges dels reis de Wessex i que la de Ceawlin seria una d'aquestes branques. Les llistes genealògiques podrien ser contradictòries perquè d'alguna manera van voler integrar la línia de Ceawlin amb les altres, ja que per al monarques saxons devia ser molt important poder traçar els seus ancestres fins a Cerdic. Un altre motiu per desconfiar de la precisió de la informació continguda en les llistes de genealogies és que l'etimologia dels noms d'alguns dels primers membres d'aquesta nissaga no tenen origen germànic, com seria d'esperar. La paraula Ceawlin sembla de procedència britana.
En les primeres fonts no es fa servir l'expressió saxons de l'oest, la qual no apareix fins a finals del segle VII després del regnat de Cædwalla, segons Beda, abans es feia servir el terme Gewisse.

## Expansió de Wessex

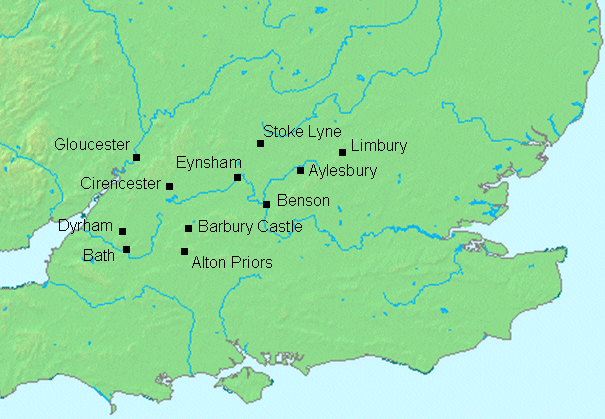
llocs relacionats amb Ceawlin. Els topònims de la crònica s'han substituït pels corresponents noms actuals.

L'avi de Ceawlin, segons diu la crònica, va desembarcar a la Gran Bretanya per la costa sud i juntament amb el seu fill van conquerir l'illa de Wight, cosa que contradiu el relat de Beda, segons el qual van ser els juts els qui van conquerir aquesta illa i les investigacions arqueològiques donen suport a la versió de Beda.
En altres seccions de la crònica es donen detalls d'algunes de les batalles amb què els saxons van establir el regne de Wessex. Les campanyes de Ceawlin no van ser a pop de la costa, sinó al llarg de la vall del Tàmesi i fins a arribar a l'est, on està actualment Surrey, i cap a l'oest fins a la desembocadura del riu Severn.
la primera batalla en què va participar Ceawlin va ser l'any 556 , quan va ajudar el seu pare a combatre amb els britans a Beran byrg (la fortalesa de Bera), identificat amb el castell de Barbury, on hi ha les restes d'un poblat fortificat de l'edat del ferro a dalt d'un turó.
La primera batalla en què Ceawlin va lluitar com a rei va ser el 568, quan ell i Cutha es van enfrontar a Æthelberht, rei de Kent, a Wibbandun (el turó de Wibba), un lloc encara per identificar. Aquesta batalla va ser la primera entre dos pobles invasors.
No està clara la relació de parentiu entre Cutha i Ceawlin, però sembla que també podria ser rei dels saxons occidentals; el fet de compartir regnat no era estrany entre els anglosaxons, a la crònica hi ha més exemples.

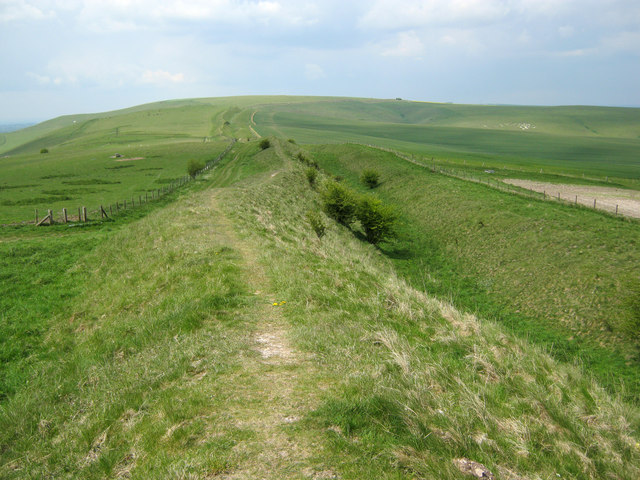
Wansdyke

El 577 Ceawlin acompanyat de Cuthwine van lluitar contra els britans i van matar tres reis: Coinmail, Condidan i Farinmail, en un lloc anomenat Dyrham; després van prendre tres ciutats: Gloucester, Cirencester i Bath. Això va suposar un avanç important, ja que els va donar control sobre el canal de Bristol i va dividir els britans en dos grups incomunicats: els que estaven a l'oest del riu Severn i els de la península al sud del canal. Wessex gairebé perd aquest territori quan el 628 es va enfrontar a Penda, rei de Mèrcia, però van arribar a una entesa. Wansdyke és un desplaçament de terres en forma lineal que va des del sud de Bristol fins a Bath, fet amb intenció defensiva i que data d'aquesta època. Pot ser que fos una idea de Ceawlin de construir-lo per a establir una frontera segura.
La darrera victòria coneguda de Ceawlin va ser el 584 quan ell i Cutha van lluitar contra els britans a Fethan leag. Ceawlin es va apoderar de moltes ciutats i va fer un gran botí, però va tornar molt disgustat perquè va morir Cutha. Es creu el lloc esmentat és un bosc d'Oxfordshire.
Malgrat els èxits militars de Ceawlin, no va poder mantenir sota el seu control els territoris conquerits al nord, ja que per una banda va entrar en competència amb el regne de Mèrcia, que es va expandir cap a la part alta del Tàmesi, i per altra va topar amb Kent que anava ocupant el sud-est. Això no obstant, Beda diu que era un bretwalda, un líder reconegut entre el diferents reis anglosaxons, però aquest concepte aplicat als primers bretwaldas, com en el cas de Ceawlin, podria ser inadequat, ja que els historiadors moderns consideren que els veritables líders dominants reconeguts pels altres reis va ser un concepte que va sorgir un segle més tard de l'establiment dels regnes anglosaxons.

## Wessex a la mort de Ceawlin
L'any 592 va haver una gran matança a Woden's Barrow i Ceawlin es va veure obligat a fugir. Segons Guillem de Malmesbury, els angles i els saxons van conspirar per fer-lo fora del poder. Una altra explicació podria ser que fos un alçament de Ceol, un dels seus guerrers, el qual el va succeir en el tron. Segons la Crònica anglosaxona, Ceawlin va morir l'any següent.